# Anna Simó i Castelló
|  | No s'ha de confondre amb Anna Simon i Marí. |

Anna Simó i Castelló (els Alamús, Segrià, 26 de juliol de 1968) és una filòloga i política catalana.
Militant d'Esquerra Republicana de Catalunya, ha estat consellera de Benestar i Família de la Generalitat de Catalunya (2003-2006), vicepresidenta primera i secretària primera del Parlament de Catalunya (2015-2018), presidenta del Consell Escolar de Catalunya (2018-2021) i consellera d'Educació del 13 de juny de 2023 a 12 d'agost de 2024.

## Activitat professional
Nascuda l'any 1968 al municipi dels Alamús, al Segrià, des de ben jove va créixer i residir a l'Hospitalet de Llobregat, a la comarca del Barcelonès. Llicenciada en filologia catalana per la Universitat de Barcelona, va fer un postgrau de planificació lingüística a la mateixa universitat. Va treballar al Consorci per a la Normalització Lingüística, on va tenir diversos càrrecs i ocupacions, com ara la de responsable de Ciutat Vella al Centre de Normalització Lingüística de Barcelona.
És membre de diverses entitats culturals i cíviques, entre les quals Ca la Dona i el Centre d'Estudis de l'Hospitalet. Afiliada a la CONC des del 1990, ha format part del Comitè d'Empresa del Consorci per a la Normalització Lingüística.

## Activitat política
És militant d'Esquerra Republicana de Catalunya des del 1990 i forma part del Consell Nacional de la formació des del 1994 i de l'executiva des de 1998, on ha estat secretària de política social (2001-2004), vicesecretària d'acció política (2006-2008) i portaveu (des del 2011). A més ha estat presidenta local del partit a l'Hospitalet (1996-2002), càrrec que ha tornat a ocupar des d'octubre de 2022.
En el camp de la política local, va ser elegida regidora de l'Ajuntament de l'Hospitalet de Llobregat el 2003 i va ser consellera comarcal del Consell Comarcal del Barcelonès.
Amb la formació del Govern de la Generalitat presidit per Pasqual Maragall arran de la coalició pactada entre el PSC, ERC i ICV-EUiA va ser nomenada consellera de Benestar i Família (2003-2006).
Durant la vuitena i la novena legislatura del Parlament de Catalunya fou diputada a la cambra i portaveu del Grup Parlamentari d'Esquerra Republicana de Catalunya.
En la desena legislatura parlamentària va ser escollida de nou diputada i en la sessió constitutiva del Parlament, celebrada el 17 de desembre de 2012, va ser elegida vicepresidenta primera de la cambra catalana, i en l'onzena legislatura va ser elegida com a secretària primera.
Està processada per desobediència per haver votat a la Mesa del Parlament a favor de la tramitació de la Llei del referèndum, a l'espera de judici.
El juny de 2023 fou nomenada consellera d'Educació, en substitució de Josep González Cambray, durant la reforma del govern Aragonès com a conseqüència dels resultats del partit a les eleccions municipals de 2023.

## Premis
- Premi Caterina Casas al compromís nacional (2024)[9]